# Gabriel Trujillo Muñoz
Pour les articles homonymes, voir Trujillo et Muñoz.
Gabriel Trujillo Muñoz, né le 21 juillet 1958 à Mexicali, au Mexique, est un poète, essayiste et romancier mexicain, auteur de roman policier.

## Biographie
Il est professeur à la faculté des sciences humaines de l’Université autonome de Basse-Californie, à Mexicali.
Il publie plusieurs recueils de poésie dans les années 1980, mais également de nombreux essais littéraires à partir de 1988. 
En 1995, il se lance dans le roman policier avec la parution de Mezquite Road, premier volet d'une tétralogie ayant pour héros l'avocat et détective privé Miguel Ángel Morgado. Le deuxième titre de cette série Tijuana City Blues, paru en 1999, est un ambitieux récit qui évoque William S. Burroughs, l'auteur de Junky et du Festin nu qui, un soir de septembre 1951, en voyage à Mexico, tue accidentellement sa femme d'une balle en pleine tête, alors qu'il tente de reproduire la performance de Guillaume Tell qui fendit d'une flèche une pomme posée en équilibre sur la tête de son fils. Une demi-siècle plus tard, Morgado est chargé par un charpentier de retrouver son père disparu au moment des faits.

## Œuvre

### Romans

#### SérieMiguel Ángel Morgado
- Mexicali City Blues : Mezquite Road (1995) Publié en français sous le titre Mezquite Road, Montréal, Les Allusifs, coll. « 3/4 polar » no 04, 2009  (ISBN 978-2-923682-01-3) ; réédition, Paris, Gallimard, coll. « Folio policier » no 649, 2012  (ISBN 978-2-07-040069-0)
- Tijuana City Blues (1999) Publié en français sous le titre Tijuana City Blues, Montréal, Montréal, Les Allusifs, coll. « 3/4 polar » no 01, 2009  (ISBN 978-2-922868-92-0) ; réédition, Paris, Gallimard, coll. « Folio policier » no 583, 2010  (ISBN 978-2-07-040075-1)
- Mexicali City Blues : Loverboy Publié en français sous le titre Loverboy, Montréal, Les Allusifs, coll. « 3/4 polar » no 02, 2009  (ISBN 978-2-922868-93-7), réédition, Paris, Gallimard, coll. « Folio policier » no 617, 2011  (ISBN 978-2-07-040059-1)
- Mexicali City Blues : Puesta en Escena (2006) Publié en français sous le titre Mexicali City Blues, Montréal, Les Allusifs, coll. « 3/4 polar » no 03, 2009  (ISBN 978-2-922868-94-4) ; réédition, Paris, Gallimard, coll. « Folio policier » no 636, 2011  (ISBN 978-2-07-040131-4)

#### Autres romans
- Laberinto (1995)
- Gracos (1999)
- Conjurados (1999)
- Espantapájaros (1999)
- Trilogía de Thundra (2000)
- Highclowd: memorias de arena y agua, de roca y viento (2006)
- La memoria de los muertos (2008)
- Transfiguraciones un misterio venerable (2008)
- Trenes perdidos en la niebla (2010)
- Moriremos como soles (2011)
- Círculo de fuego (2014)
- Música para difuntos (2014)
- Vecindad con el abismo (2015)

### Poésie
- Poemas (1981)
- Rituales (1982)
- Percepciones (1983)
- Moridero (1987)
- Tras el espejismo (1989)
- Mandrágora (1989)
- Atisbos (1991)
- A plena luz (1992)
- Don de lenguas (1995)
- Alfanjes (1996)
- Cirugía mayor (1997)
- Constelaciones (1997)

### Essais
- Tres ensayos sobre el ensayo bajacaliforniano (1988)
- Alabanzas y vituperios (1990)
- La ciencia ficción: literatura y conocimiento (1991)
- Señas y reseñas (1992)
- De diversa ralea (1993)
- Los signos de la arena: ensayos sobre literatura y frontera (1994)
- Huellas incurables (1995)
- Puntos cardinales (1995)
- Kitakaze (viento del norte): los japoneses en Baja California (1997)
- Imágenes de plata: el cine en Baja California (1997)
- Literatura bajacaliforniana siglo XX (1997)
- Los confines: crónica de la Ciencia Ficción Mexicana (1999)
- Baja California: mitos y ritos cinematográficos (1999)
- La canción del progreso: vida y milagros del periodismo en Baja California (2000)
- Testigos de cargo (2000)
- Biografías del futuro: la ciencia ficción mexicana y sus autores (2000)
- Lengua franca: de Frankenstein a Harry Potter (2001)
- Entrecruzamientos: la cultura bajacaliforniana, sus autores y obras (2002)
- Mexicali: un siglo de vida artística y cultural (2003)
- De los chamanes a los DJ's: breve crónica de las artes musicales en Baja California (2007)
- Visiones y espejismos: la sabiduría de las arenas (2007)
- La Otra Historia de Baja California (Fondo editorial de Baja California (2009)

### Contes et nouvelles
- Miríada (1991)
- Trebejos (2001)
- Mercaderes (2002)
- Aires del verano en el parabrisas (2009)

### Autres publications
- Mexicali: crónicas de infancia (UABC, 1990)
- Mitos y Leyendas de Mexicali (2004)
- Nuevos Mitos y Leyendas de Mexicali (2014)

## Prix et récompenses
- Premio Bellas Artes de Narrativa Colima para Obra Publicada (es) 1999 pour Espantapájaros
- Premio Nacional de Poesía Sonora 2004 pour l'ensemble de son œuvre poétique